# Musikexpress

Ehemaliges Logo von 2004–2008

Der Musikexpress ist eine monatlich erscheinende deutsche Zeitschrift, die hauptsächlich Rock- und Popmusik behandelt. Neben ausführlichen Interviews und Artikeln über bedeutende Musiker aus dem Rock, Electro, Hip-Hop, Pop und Independent-Bereich erscheinen Rezensionen von Tonträgern, Konzertberichte sowie Artikel über Popliteratur, Pop Art, Kinofilme und DVDs. Jedem Heft liegt außerdem eine die Themen der jeweiligen Ausgabe begleitende CD bei. In unregelmäßigen Abständen erscheint das Heft auch mit Extras wie 7-Inch-Vinylsingles, Büchern, Kalendern und DVDs.
Die Zeitschrift erschien seit dem Umzug der Redaktion von München nach Berlin im Jahr 2010 beim Axel Springer Mediahouse Berlin. Im Juni 2023 trat Axel Springer die Mehrheitsanteile ab. Der Musikexpress erscheint seitdem, weiterhin neben der deutschsprachigen Ausgabe des Rolling Stone und dem Metal Hammer, im Mediahouse Berlin. Verlags- und Redaktionssitz ist in Berlin-Kreuzberg.

## Geschichte
Im Januar 1956 wurde der Musikexpress als Muziek Expres in Den Haag gegründet, um Konzertveranstaltungen des holländischen Veranstalters Paul Acket zu bewerben. Anfang der 1960er Jahre wurde in der Zeitschrift das Programm des illegalen Senders Radio Veronica abgedruckt, was zu einer Auflagensteigerung führte. 1969 bezog eine deutsche Redaktion Büros in Köln und veröffentlichte seit Juli 1969 eine eigenständige deutschsprachige Version. Es begann mit der Heft-Nummer 163 zum Preis von 1,50 DM, die sich aus einem der holländischen Druckversion zuvor beigelegten deutschen Textblatt entwickelt hatte. Anlässlich des 50-jährigen Jubiläums im Jahre 2019 war der Ausgabe 09/19 ein Reprint der deutschen Erstausgabe beigefügt. Seit 1971 erscheint der Musikexpress monatlich in Deutschland.
1974 verkaufte Acket das niederländische Unternehmen Muziek Expres mit den Marken Muziek Expres und Popfoto an die VNU (Verenigde Nederlandse Uitgeversbedrijven).
Bis 1975 wurde die deutsche Redaktion in den Niederlanden durchgeführt, ab März/April 1975 wurde Jörg Troska Chefredakteur der deutschen Ausgaben von Popfoto und Musik Express in Köln. Im selben Jahr wurden Musik Express und Popfoto von VNU an Claus Grötzschel und Wolfgang Schrader verkauft. Beide waren geschäftsführende Gesellschafter der Hamburger Sounds-Verlag GmbH, in der die Zeitschrift Sounds erschien. Diese gründeten im November 1975 gemeinsam mit Christian Kümmer den Christian Krümmer Verlag, die dann Musik Express und Popfoto verlegten. Die Redaktionen zogen daher von Köln nach Hamburg zu der Sounds-Redaktion. Ab 1976 gehörten dann beide Zeitschriften zu dem neu gegründeten M + P Zeitschriftenverlag an dem Schrader und Grötzschel jeweils mit 40 % beteiligt waren.
1982 wurden Musik Express und Sounds an die Münchener Marquard Media Gruppe verkauft und im Januar 1983 unter dem Namen Musikexpress/Sounds zusammengeführt. In Musikexpress/Sounds kam eher das traditionellere Musik- und Journalismusverständnis des Musikexpress zum Ausdruck als die in ihren letzten Jahren sehr progressive Gestaltung der Sounds. 1984 erreichte Musikexpress/Sounds mit 181.327 die bislang höchste Auflage. 1989 erschien die letzte Ausgabe des holländischen Muziek Expres. 2000 übernahm der Axel-Springer-Verlag die Zeitschrift neben anderen Titeln der Marquard Medien und gründete dafür die Axel Springer Mediahouse München GmbH. Mit der September-Ausgabe des gleichen Jahres wurde der Beiname Sounds abgelegt. Zum Jahreswechsel 2009/2010 zog der Musikexpress zusammen mit den anderen Musiktiteln des Axel Springer Verlages (Rolling Stone und Metal Hammer) nach Berlin um, wo er im Axel Springer Mediahouse Berlin verlegt wurde. Seit Juli 2023 firmiert die Verlagsgruppe unter Mediahouse Berlin. Geschäftsführerin Petra Kalb übernahm die Mehrheitsanteile der Axel Springer SE.
Musikexpress ist eine der ältesten deutschen Musikzeitschriften. In den vergangenen Jahrzehnten haben sich Schwerpunkte und Erscheinungsbild gewandelt. Heute beschäftigt sich die Redaktion vor allem mit der popkulturellen Gegenwart, mit Musik aus den Bereichen Pop, Elektronik, HipHop und Indie-Rock, aber auch angrenzenden Themen wie Filme, Serien oder Lifestyle. Geprägt wurde das Magazin in den vergangenen Jahren vor allem von Albert Koch, der seit 1994 Redakteur und zuletzt Chefredakteur des Musikexpress war. Aber auch Autoren und Redakteure wie Ingeborg Schober, Gabriele Meierding, Harald Inhülsen, Uwe Schleifenbaum, Oliver Götz, Stephan Rehm Rozanes, Jochen Overbeck, Annett Scheffel und Josef Winkler prägten die Zeitschrift.

## Auflage
Der Musikexpress hat in den vergangenen Jahren erheblich an Auflage eingebüßt. Die verkaufte Auflage sank von 90.227 Exemplaren im ersten Quartal 1998 auf 51.836 Exemplare im vierten Quartal 2018, ein Minus von 42,6 Prozent. Seitdem werden die Auflagenzahlen nicht mehr an die IVW gemeldet.
| 1998  | 1999  | 2000  | 2001  | 2002  | 2003  | 2004  | 2005  | 2006  | 2007  | 2008  | 2009  | 2010  | 2011  | 2012  | 2013  | 2014  | 2015  | 2016  | 2017  | 2018  | 2019 | 2020 | 2021 | 2022 | 2023 | 2024 |
| ----- | ----- | ----- | ----- | ----- | ----- | ----- | ----- | ----- | ----- | ----- | ----- | ----- | ----- | ----- | ----- | ----- | ----- | ----- | ----- | ----- | ---- | ---- | ---- | ---- | ---- | ---- |
| 85085 | 75424 | 70166 | 74237 | 66127 | 65692 | 57591 | 55982 | 59666 | 54006 | 49759 | 55195 | 52631 | 52841 | 50645 | 51739 | 50249 | 50084 | 52564 | 50981 | 51836 |      |      |      |      |      |      |

| 1998 | 1999 | 2000 | 2001 | 2002 | 2003 | 2004 | 2005 | 2006 | 2007 | 2008 | 2009 | 2010 | 2011 | 2012 | 2013 | 2014 | 2015 | 2016 | 2017 | 2018 | 2019 | 2020 | 2021 | 2022 | 2023 | 2024 |
| ---- | ---- | ---- | ---- | ---- | ---- | ---- | ---- | ---- | ---- | ---- | ---- | ---- | ---- | ---- | ---- | ---- | ---- | ---- | ---- | ---- | ---- | ---- | ---- | ---- | ---- | ---- |
| 6572 | 6409 | 6103 | 6366 | 7608 | 8049 | 8156 | 8341 | 8299 | 8335 | 7916 | 7904 | 7760 | 7382 | 7030 | 6631 | 6196 | 5696 | 5443 | 4379 | 4713 |      |      |      |      |      |      |

## Weitere Aktivitäten
Im Februar 2004 erschien eine Sonderausgabe zu den Beatles, im August 2004 eine zu Led Zeppelin. Die 2001 veröffentlichte Liste der 50 besten deutschen Platten wurde unter dem Namen Made in Germany. Die 100 besten deutschen Platten auch als Buch publiziert. Den Ausgaben 1/2012 und 2/2012 lagen Bücher mit allen Besprechungen der Platten des Monats von 1973 bis 2009 bei, den Ausgaben 10/2020 und 12/2020 jeweils Bücher mit Originalrezensionen aus den 70er- bzw. 90er-Jahren. Zudem sorgte Musikexpress mit dem Heft beigelegten Vinyl-Singles von u. a. The Strokes (3/2011), Depeche Mode (4/2017), Kraftwerk (8/2017), Prince (10/2019) und den Pet Shop Boys (1/2020). Zum 50-jährigen Jubiläum des Musikexpress veranstaltete das Magazin gemeinsam mit FKP Scorpio ein Indoor-Festival mit Tama Impala, Blood Orange und Yeasayer in Berlin.

### musikexpress.de
Auf der Website des Musikexpress finden sich neben News, Reviews und Features Videos der sogenannten ME-Sessions, exklusive Studioauftritten verschiedener Bands. Schriftstellerin Paula Irmschler, Popjournalist Linus Volkmann und Journalistin Aida Baghernejad treten dort mit exklusiven Kolumnen in Erscheinung. Die Heftkolumnen von Tocotronic-Bassist Jan Müller, Josef Winker und Jan Kedves lassen sich online ebenfalls nachlesen. Zudem unterhält Musikexpress eigene Facebook-, X- und Instagram-Accounts.

### me.Style
Von 2010 bis 2018 erschien halbjährlich me.Style, das Mode-Magazin des Musikexpress. Mit einer Druckauflage von 40.000 Exemplaren zeigte me.style jeweils die modischen Highlights der Frühjahr/Sommer- und Herbst/Winter-Saison. Seit 2005 verleiht der Musikexpress jährlich den Style Award, eine Auszeichnung, mit der Medienschaffende und Modelabels geehrt werden, die die Liaison von Musik und Mode deutlich machen. Weitere Ableger des Musikexpress waren ME.Urban (2015/2016) und me.movies (2013 bis 2018).

### Musikexpress Klubtour
Seit 2010 veranstaltet der Musikexpress in unregelmäßigen Abständen die „Musikexpress Klubtour“, die jeweils durch die Clubs mehrerer deutscher Städte führt. Sie ist aus einer Partyreihe des Musikexpress in München hervorgegangen. Bei diesen Clubnächten treten DJs und Bands auf, in den vergangenen Jahren waren u. a. Bonaparte, Isolation Berlin, Schnipo Schranke, Haiyti, DJ Hell und Juan Atkins dabei.

### Podcast
Seit 2020 produzierten Managing Editor Stephan Rehm Rozanes und der ehemalige Online-Redaktionsleiter Fabian Soethof bisher zwei Staffeln mit 27 Folgen des Podcasts „Never Forget“, der sich um die Popkultur der 90er-Jahre dreht und auf allen gängigen Streaming-Plattformen zu hören ist. Als Gäste begrüßten Rehm Rozanes und Soethof darin unter anderem Thorsten Nagelschmidt, Blümchen, Joachim Hentschel, Anja Rützel, Luci van Org, Henning Wehland und Judith „T-Seven“ Hildebrandt (Mr. President). Über Staffel 1 schrieb Marcus Engert auf Übermedien.de: „Ein Podcast, der sich auf die Musikgeschichte der 90er fokussiert, auf den niemand gewartet hat, der nicht eine Antwort auf die drängenden Fragen unserer Zeit gibt, schierer Eskapismus – zum Glück!“

## Resonanz in den Medien
Die Frankfurter Rundschau warf dem Musikexpress vor, sich seit spätestens Mitte der 1970er unentschlossen zu äußern und dabei mal seine Zuneigung zu alternativen und mal zu kommerziell erfolgreichen Künstlern zu zeigen. Es sei kein Plan erkennbar gewesen, was in den achtziger Jahren mangels Konkurrenz kein Problem gewesen sei. In einem 1999 im Buch Journalismus als Eiertanz publizierten Artikel wurde unterstellt, dass die Käufer des Musikexpress aus jenen Leuten bestünden, „die sich überhaupt nicht für Musik interessieren.“ (Michael Rudolf : Strictly verkehrt herum. Münchner Journalismus a la musikexpress/SOUNDS) Die neue Ausrichtung von Inhalt und Aussehen mit der April-Ausgabe 2002 wurde in der Frankfurter Rundschau skeptisch kommentiert: „Der neue Musikexpress gibt sich rebellisch. Allerdings nur ein bisschen.“ (Adam Olschewski : Revolutiönchen. Der Musikexpress verpackt alte Inhalte in neues Gewand) Mit dem erneuten Relaunch im März 2009 sollen vermehrt mode- und szeneaffine Themen sowie internetbezogene Inhalte in das Heft integrieren. Dabei gab es optische Veränderungen hin zu klareren Strukturen.

### Trivia
Als ein Artikel in Musikexpress/Sounds Thomas Anders, den Sänger von Modern Talking, als „höhensonnengegerbte Sangesschwuchtel und Schoßhündchen an der güldenen Kette seiner Frau Nora“ bezeichnete, wurde der Autor Martin Brem von Anders erfolgreich auf 25.000 DM Schadensersatz verklagt.
In der Jubiläumsausgabe 09/19 (S. 34) wurde das Love-and-Peace-Festival auf die Nordseeinsel Fehmarn verlegt.

## Album des Jahres
Die Leser des Musikexpress wählen seit 1985 das Album des Jahres. Seit 1988 gibt es eine zweite Liste, in der nur die Autoren abstimmen. Im Jahr 1987 wurden die Alben des Jahres ohne feste Reihenfolge veröffentlicht, weshalb es keinen eindeutigen Gewinner gab. Bisher wurden folgende Alben ausgezeichnet:
| Jahr | Leser                       | Leser                       | Kritiker                | Kritiker                                 |
| Jahr | Interpret                   | Album                       | Interpret               | Album                                    |
| ---- | --------------------------- | --------------------------- | ----------------------- | ---------------------------------------- |
| 1985 | Dire Straits                | Brothers in Arms            | —                       | —                                        |
| 1986 | Simply Red                  | Picture Book                | —                       | —                                        |
| 1987 | —                           | —                           | —                       | —                                        |
| 1988 | U2                          | Rattle and Hum              | Tracy Chapman           | Tracy Chapman                            |
| 1989 | Simple Minds                | Street Fighting Years       | The Neville Brothers    | Yellow Moon                              |
| 1990 | Westernhagen                | Live                        | Sinéad O’Connor         | I Do Not Want What I Haven’t Got         |
| 1991 | U2                          | Achtung Baby                | Guns N’ Roses           | Use Your Illusion                        |
| 1992 | Peter Gabriel               | Us                          | Faith No More           | Angel Dust                               |
| 1993 | Pearl Jam                   | Vs.                         | Pearl Jam               | Vs.                                      |
| 1994 | The Rolling Stones          | Voodoo Lounge               | Soundgarden             | Superunknown                             |
| 1995 | Neil Young                  | Mirror Ball                 | Björk                   | Post                                     |
| 1996 | R.E.M.                      | New Adventures in Hi-Fi     | Beck                    | Odelay                                   |
| 1997 | The Rolling Stones          | Bridges to Babylon          | The Prodigy             | The Fat of the Land                      |
| 1998 | The Smashing Pumpkins       | Adore                       | Fatboy Slim             | You’ve Come a Long Way, Baby             |
| 1999 | Blur                        | 13                          | Blur                    | 13                                       |
| 2000 | Madonna                     | Music                       | Radiohead               | Kid A                                    |
| 2001 | Travis                      | The Invisible Band          | Travis                  | The Invisible Band                       |
| 2002 | Coldplay                    | A Rush of Blood to the Head | Wilco                   | Yankee Hotel Foxtrot                     |
| 2003 | The White Stripes           | Elephant                    | The White Stripes       | Elephant                                 |
| 2004 | Franz Ferdinand             | Franz Ferdinand             | Franz Ferdinand         | Franz Ferdinand                          |
| 2005 | Maxïmo Park                 | A Certain Trigger           | Maxïmo Park             | A Certain Trigger                        |
| 2006 | Mando Diao                  | Ode to Ochrasy              | Kante                   | Die Tiere sind unruhig                   |
| 2007 | Tocotronic                  | Kapitulation                | Devendra Banhart        | Smokey Rolls Down Thunder Canyon         |
| 2008 | Fleet Foxes                 | Fleet Foxes                 | Fleet Foxes             | Fleet Foxes                              |
| 2009 | The xx                      | xx                          | The xx                  | xx                                       |
| 2010 | Arcade Fire                 | The Suburbs                 | MGMT                    | Congratulations                          |
| 2011 | Adele                       | 21                          | PJ Harvey               | Let England Shake                        |
| 2012 | The xx                      | Coexist                     | Django Django           | Django Django                            |
| 2013 | Arcade Fire                 | Reflektor                   | Jon Hopkins             | Immunity                                 |
| 2014 | Alt-J                       | This Is All Yours           | Caribou                 | Our Love                                 |
| 2015 | Sufjan Stevens              | Carrie & Lowell             | Kendrick Lamar          | To Pimp a Butterfly                      |
| 2016 | David Bowie                 | Blackstar                   | Bon Iver                | 22, A Million                            |
| 2017 | The National                | Sleep Well Beast            | The xx                  | I See You                                |
| 2018 | Tocotronic                  | Die Unendlichkeit           | International Music     | Die besten Jahre                         |
| 2019 | Nick Cave and the Bad Seeds | Ghosteen                    | Billie Eilish           | When We All Fall Asleep, Where Do We Go? |
| 2020 | Bruce Springsteen           | Letter to You               | Sault                   | Untitled (Black Is)                      |
| 2021 | ABBA                        | Voyage                      | Little Simz             | Sometimes I Might Be Introvert           |
| 2022 | Die Nerven                  | Die Nerven                  | Kendrick Lamar          | Mr. Morale & The Big Steppers            |
| 2023 | The Rolling Stones          | Hackney Diamonds            | Anohni and the Johnsons | My Back Was a Bridge for You to Cross    |
| 2024 | The Cure                    | Songs of a Lost World       | Charli XCX              | Brat                                     |